# Maria Borisova
Pour les articles homonymes, voir Borissov.
Maria Borisova, née le 28 juillet 1997, est une joueuse de water-polo internationale russe. Elle a remporté avec l'équipe de Russie la médaille de bronze du tournoi féminin aux Jeux olympiques d'été de 2016 à Rio de Janeiro.
Pendant l'été 2023, elle signe un contrat avec le club catanais champion d' Italie de l' Ekipe Orizzonte.